# (69152) 2003 GL50
(69152) 2003 GL50 es un asteroide perteneciente al cinturón de asteroides, descubierto el 4 de abril de 2003 por el equipo del JPL/NEAT desde el Observatorio de Haleakala, Hawái, Estados Unidos.

## Designación y nombre
Designado provisionalmente como 2003 GL50.

## Características orbitales
2003 GL50 está situado a una distancia media del Sol de 2,761 ua, pudiendo alejarse hasta 3,090 ua y acercarse hasta 2,431 ua. Su excentricidad es 0,119 y la inclinación orbital 14,093 grados. Emplea 1675,52 días en completar una órbita alrededor del Sol.

## Características físicas
La magnitud absoluta de 2003 GL50 es 15,28. 